# بورصة مدريد
بورصة مدريد (بالإنجليزية: Madrid Stock Exchange ) (تلفظ بالإسبانية: ‎/bolsa ðe ˈmaðɾið/‏k ); هي أكبر بورصات الأوراق المالية الدولية الإقليمية الأربعة في إسبانيا (تقع البورصات الأخرى في برشلونة وفالنسيا وبلباو ) التي تتاجر في الأسهم والسندات القابلة للتحويل والأوراق المالية ذات الدخل الثابت ، وديون الحكومة وديون القطاع الخاص. بورصة مدريد مملوكة لشركة الحقائب والأسواق الإسبانية .

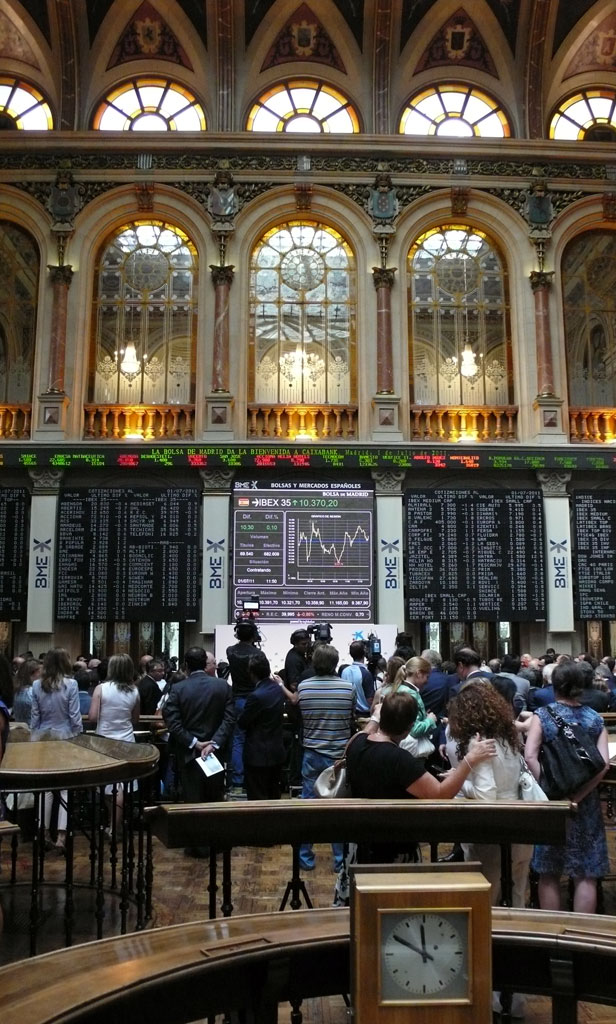
الصالة الداخلية من بورصة مدريد

## أنظر أيضاً
- المؤشر العام لبورصة مدريد